# Activo financiero alternativo
Un activo es un bien del que su propietario espera tener beneficios económicos en el futuro. Un activo financiero es el dinero en efectivo o el derecho a recibir en el futuro beneficios económicos derivados de una inversión o contrato financiero (ej. acciones, bonos, CDT, derechos fiduciarios, inversiones en proyectos, etc.). Un activo financiero alternativo es un activo o inversión financiera que no corresponde a las tradicionales (depósitos a la vista, acciones o bonos).
El término activo financiero alternativo incluye una serie de activos financieros tan variados como las inversiones en cartera, pagarés, factoring, propiedad raíz (ej. a través de derechos fiduciarios), en fondos de capital privado, fondos de capital de riesgo, fondos de cobertura (hedge funds), proyectos de inversión (ej. infraestructura, cine, etc.) entre muchos otros. En todos ellos la característica fundamental es que existe un derecho derivado de un contrato del que se espera percibir alguna utilidad o un beneficio económico en el futuro.

## Mercados públicos y mercados privados
Un elemento objetivo diferenciador de lo que se entiende como un activo financiero alternativo es que su negociación, en términos regulatorios, se realiza de manera privada y no pública a través de un mercado público de valores (conocidos como sistemas de negociación de valores). En efecto, la gran mayoría de las legislaciones diferencian entre mercados públicos y mercados privados. En los primeros participa el público en general y cada legislación establece las condiciones en las que se deben realizar las ofertas, la negociación de los valores y la forma y condiciones que deben cumplir los agentes del mismo. En los mercados privados, la legislación es más flexible en términos de la forma como se deben realizar esas mismas actividades, en la medida en que no se captan recursos del público de manera masiva.
Los mercados públicos suelen ser más regulados en la medida en que la legislación busca garantizar que exista protección al sistema de pagos (los flujos de dinero de la economía en general), al mercado (entre los agentes que actúan) y a los inversionistas (el público en general). Por lo mismo existe una densa regulación sobre la forma como en los mercados públicos de valores se trasladan recursos de quienes los tienen a quienes los necesitan.
Por su parte, los mercados privados tienen regulaciones más flexibles en la medida en que las autoridades de regulación y supervisión entienden que el impacto o materialidad en términos de afectación al sistema de pagos, al mercado y a los inversionistas es menor. En la medida en que un mercado privado incremente su actividad, más probable es que deje de ser privado y pase a ser un mercado público en el que las autoridades podrán prevenir de mejor manera los excesos en los riesgos que allí se presentan.

## Importancia
Para los inversionistas en general, los activos financieros alternativos son opciones de inversión con mejores retornos, menos volátiles y al tener menor correlación con las inversiones tradicionales, se convierten en un elemento esencial para equilibrar un portafolio de inversiones.[cita requerida]
Muchos inversionistas no muy sofisticados al conocer el mercado de un activo financiero alternativo en particular pueden obtener retornos superiores a los del mercado, precisamente por las asimetrías de información del mismo. Por su parte, para inversionistas más sofisticados una estrategia de inversión en activos financieros alternativos facilita la obtención de rentabilidades ajustadas al riesgo por encima del mercado (alpha driver), con lo cual la evaluación de un gestor de portafolio permite premiar los resultados obtenidos, sobre todo cuando son consistentes en el tiempo.[cita requerida]